# Lausana

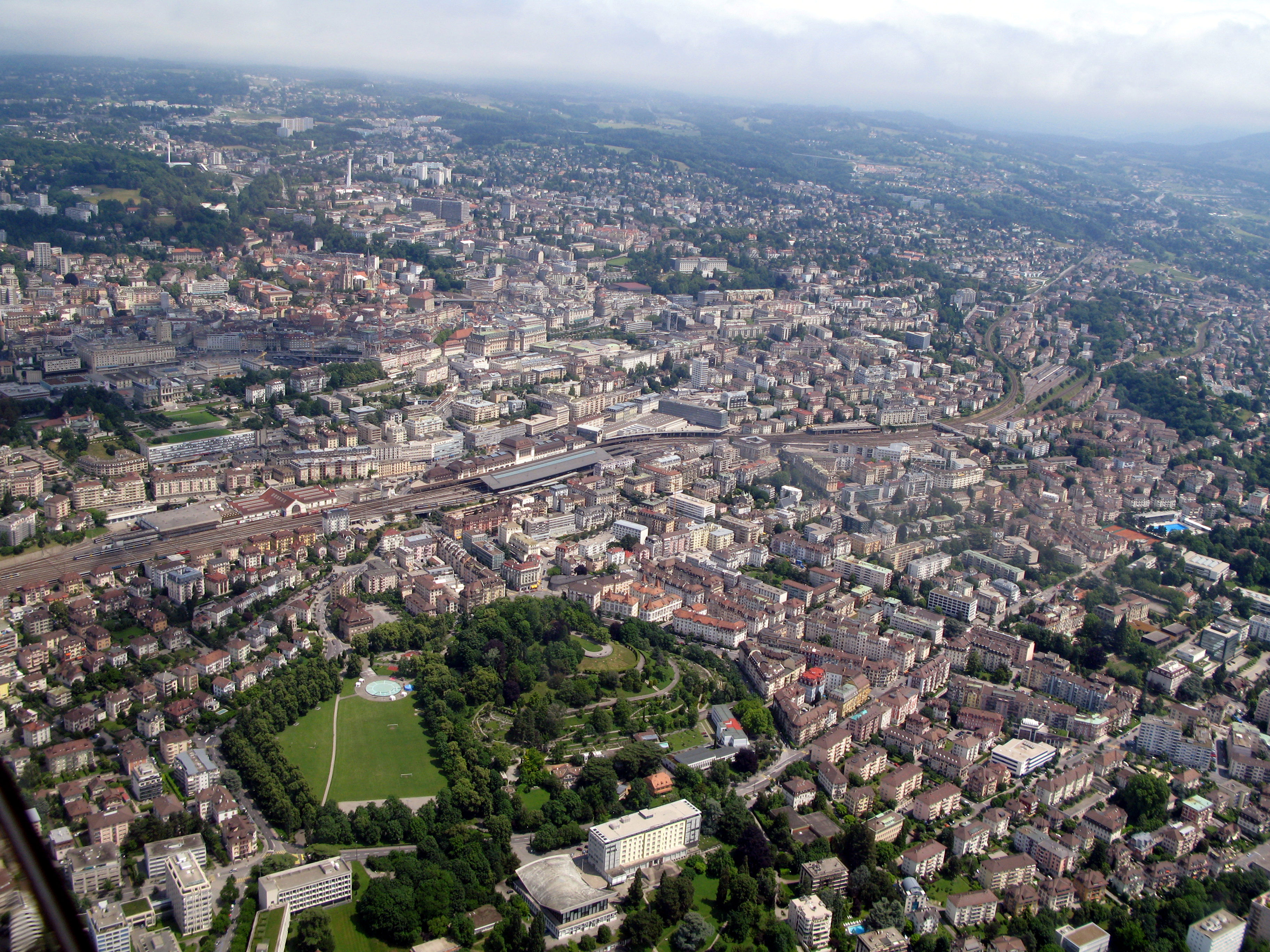
Vista aèria de Lausana

Lausana (Lausanne en francès, Losena en francoprovençal) és una ciutat i comuna de Suïssa. És la capital del Cantó de Vaud i del Districte de Lausana. Està situada a la vora del Llac Léman, dins de la Romandia, la part francòfona de Suïssa.
Amb una població de 146.910 habitants (2021), és la quarta vila més poblada de Suïssa, per darrere de Zúric, Ginebra i Basilea, i per davant de Berna des de 2010. És la segona ciutat més poblada de la Romandia, només per darrere de Ginebra.
La ciutat és coneguda com la Capital Olímpica, ja que és seu del Comitè Olímpic Internacional des de 1915 i del Museu Olímpic de Lausana des de 1993. El 2020 s'hi van celebrar els Jocs Olímpics d'Hivern de la Joventut.
La Catedral de Lausana és un dels més bells edificis d'estil gòtic a Suïssa.
La ciutat compta amb un important campus universitari al Districte de l'Ouest lausannois, format per la Universitat de Lausana (UNIL) i l'Escola Politècnica Federal de Lausana (EPFL), amb gairebé 30.000 estudiants l'any 2022.

## Geografia
Lausana es troba a 495 m sobre el nivell del mar, al nord del Llac Léman. Pel centre de la ciutat, ubicat sobre els turons de Cité, Le Bourg i Saint-Laurent; hi flueixen els rius Louve i Flon. La superfície del municipi és de 41,4 km².

## Història
Els romans hi construïren un campament militar anomenat Lousanna, en el lloc d'un assentament celta, a prop del llac, on ara se situen Vidy i Ouchy; en un turó on hi havia una fortalesa anomenada Lausodunon o Lousodunon.
Després de la caiguda de l'Imperi Romà d'Occident, la inseguretat obligà als habitants a mudar-se a l'emplaçament actual, en un lloc fàcil de defensar, a causa dels seus turons. La ciutat fou més tard governada pels ducs de Savoia i el Bisbe de Lausana. Llavors se sotmeté a Berna des de 1536 a 1798 i molts dels seus tresors culturals foren retirats per sempre, malgrat les nombroses peticions de Lausana per a recuperar-los. Durant les Guerres Napoleòniques canvià el seu estatus. El 1803 es convertí en la capital d'un nou cantó, Vaud, amb el qual entrà a la Confederació Helvètica.
El 1906, amb l'obertura del túnel de Simplon, que uneix Suïssa i Itàlia, Lausana creix i es converteix en un centre per al transport internacional per ferrocarril. El 24 de juliol de 1923 es firmà el Tractat de Lausana, que servia per ratificar el Tractat de Sèvres sobre la partició de l'Imperi Otomà.
Des del 30 d'abril fins al 25 d'octubre de 1964 s'hi celebrà l'exposició nacional suïssa.
Entre els anys cinquanta i els setanta hi emigraren molts italians, espanyols i portuguesos, que sobretot s'establiren a la zona industrial de Renens.

## Organitzacions internacionals
A Lausana s'hi estableixen diverses seus d'organitzacions internacionals, com ara:
- Comitè Olímpic Internacional
- Federació Internacional de Natació
- Associació Internacional de Boxa Amateur

## Fills il·lustres
- Alfred Pochon, (1878-1959), violinista i compositor
- Timea Bacsinszky, (1989-), tennista
- Alejo Carpentier, (1904-1980), novel·lista i narrador
- Théophile Alexandre Steinlen, (1859-1923), pintor i dibuixant
- Félix Vallotton, (1865-1925), pintor
- Stanislas Wawrinka, (1985-), tennista
- Alice Bailly, (1872-1938), pintora suïssa